# 鳳飛飛 (電影)
《凤飞飞》（英語：Lady with a Sword）是1971年上映的一部香港電影，由高宝树执导，何莉莉等人出演，该作主要讲述的是一位女侠在寻找姐姐凶手的时候意外的得知了杀死自己姐姐的人就是自己未婚夫的事情。.该电影的英文版于1972年上映。

## 劇情簡介
一位女侠与儿子再旅行的时候被人杀死，其后这位女侠的儿子找到了女侠的妹妹，并希望她能为姐姐复仇。
然而令女侠的妹妹没想到的是，通过一系列调查，却发现杀死姐姐的人之一是自己的青梅竹马，虽说她最初想要让自己的青梅竹马去向官府自首，乐后来在其母亲的帮助下，逃离了女侠的妹妹的控制。并接机杀死了女侠的儿子。
随后女侠妹妹的青梅竹马和其母亲最后都被女侠的妹妹等人铲除……

## 演员
- 何莉莉
- 林静
- 南宫勋
- 陈凤真
- 欧阳莎菲

## 備註
1. ↑  . hkmdb.com. 15 October 1971  [2 November 2020]. （原始内容存档于2023-05-28）.
2. ↑  . Newspapers.com.   [2018-12-20]. （原始内容存档于2023-02-12） （英语）.
3. ↑  . Newspapers.com.   [2018-12-20]. （原始内容存档于2023-02-12） （英语）.
4. ↑  . Newspapers.com.   [2018-12-20]. （原始内容存档于2023-02-12） （英语）.
5. ↑  . Newspapers.com.   [2018-12-20]. （原始内容存档于2023-02-12） （英语）.

## 相關連結
- 互联网电影数据库（IMDb）上《鳳飛飛》的资料（英文）
- 豆瓣电影上《鳳飛飛》的資料 （简体中文）
- 香港影庫上《鳳飛飛》的資料（繁體中文）